# Basil
Basil je mužské křestní jméno řeckého původu. Další variantou jména je Bazil. Je odvozené od slova basileios a vykládá se jako „královský“. V ruské podobě je znám jako Vasil.
Podle maďarského kalendáře má svátek 2. ledna.

## Basil v jiných jazycích
- Slovensky, maďarsky: Bazil
- Německy: Basil nebo Basiliue
- Anglicky: Basil
- Italsky: Basilio
- Španělsky: Basilio nebo Basiléo
- Francouzsky: Basile
- Rusky: Vasilij
- Bulharsky: Vasil
- Polsky: Bazyli

## Známí nositelé jména
- Basileios Veliký – jeden z nejvýznamnějších řeckých raně křesťanských teologů 4. století
- Basileios I. – byzantský císař
- Basileios II. Bulgaroktonos – byzantský císař, válečník a vojevůdce
- Basil z Antiochie – antiochijský patriarcha